# Trabalho (economia)

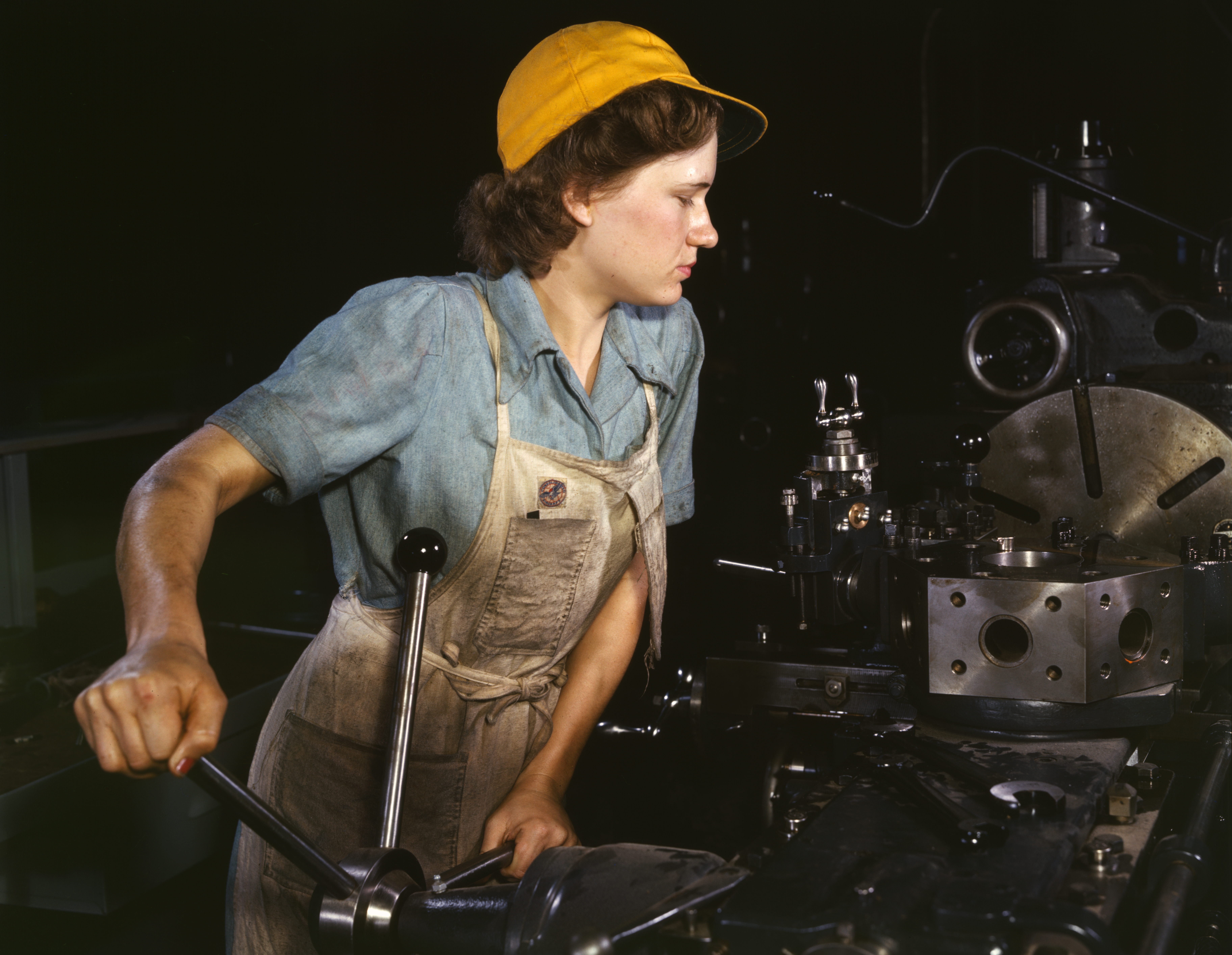
Trabalhadora numa fábrica de peças de aviões

O trabalho é o fator de produção mais importante. Usualmente os economistas medem o trabalho em termos de horas dedicadas (tempo), salário ou eficiência.
O trabalho é a essência do homem. O que distingue o homem dos demais animais é a sua consciência e a intencionalidade para o trabalho. O trabalho humano pode ser de ordem intelectual ou corporal. No trabalho humano há a liberdade de criação e de tempo. Para Albornoz "todo trabalho supõe tendência para um fim e esforço".

## Etimologia
A palavra trabalho deriva do latim tripalium ou tripalus, uma ferramenta de três pernas que imobilizava cavalos e bois para serem ferrados. Curiosamente era também o nome de um instrumento de tortura usado contra escravos e presos, que originou o verbo tripaliare cujo primeiro significado era "torturar" .  Os gregos e os romanos diferenciavam o trabalho criativo (Artes liberais dos artistas e elites) do trabalho braçal ou penoso (Artes mecânicas dos escravos):
- Trabalho criador = "Ergoni" (grego) e "Opus" (latim)
- Trabalho braçal  = "Ponosi" (grego) e "Labor" (latim)

Nesse sentido insere-se também a antiga tradição bíblica do trabalho como castigo, ao condenar o homem comum expulso do paraíso (Adão) à labuta para ganhar o pão de cada dia ("tu comerás o teu pão, no suor do teu rosto").

## História

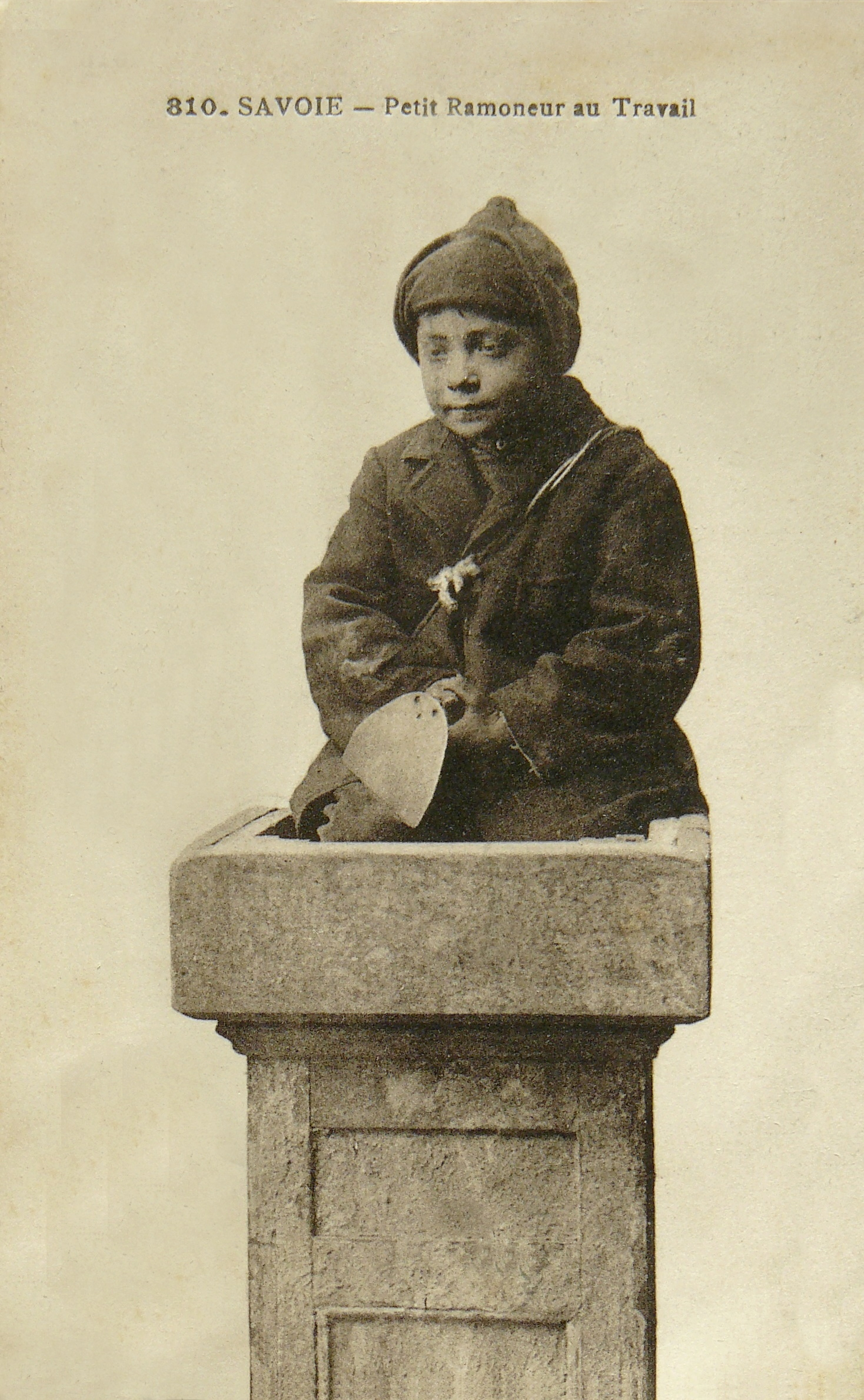
Limpador de chaminés de Chambéry, França, c.1910 (ver: Trabalho infantil).

Antecedendo a inusitada ideia de Aristóteles, o filósofo grego Hesíodo, defendia que: a luta e a conquista deveriam fundar-se na justiça e no trabalho. O trabalho agradava aos deuses (criava recursos e consideração social), fazia os homens independentes e afamados. A alma, ao desejar riquezas, nos impulsiona ao trabalho. Daí até o conceito moderno de trabalho [como um processo que tem como objetivo lucrar produzindo algo ou vendendo-o, como o define Arnaldo Sussekind, vai um longo caminho.
As concepções mais simples do que seja o trabalho têm por padrão a sua naturalização, ou seja, elas o retiram do seu contexto propriamente histórico e o definem genericamente como gasto de energia ou como ação de transformação da natureza. Tais concepções acabam por compreender que, nas sociedades mais complexas, o trabalho se tornou apenas mais carregado de conteúdo tecnológico. Ou seja, a história é vista como um crescente linear de mais técnica, conhecimento e ciência e menos trabalho e esforço. E os homens na história seriam meros resultados de forças que agem acima deles próprios, como somatório de suas ações individuais.
Nas concepções mais complexas do trabalho, o seu conteúdo material é parte de um processo social maior, de uma história que contrapõe os homens e seus interesses e lhes condiciona o fazer - de uns e outros - de modo bastante diferenciado. O trabalho de "um Aristóteles" pensando sobre o trabalho, a virtude, a riqueza, pesquisando e ensinando, tem muito pouco a ver com o de um agricultor de sua época. Assim como, para que e para quem os homens trabalham, se eles são obrigados a trabalhar para outros ou se eles o fazem livremente, se trabalham em troca de algo específico ou de uma cota, parte da riqueza geral criada (como ocorre nas sociedades mercantis onde todos produzem para o mercado), irá variar no tempo e no espaço.

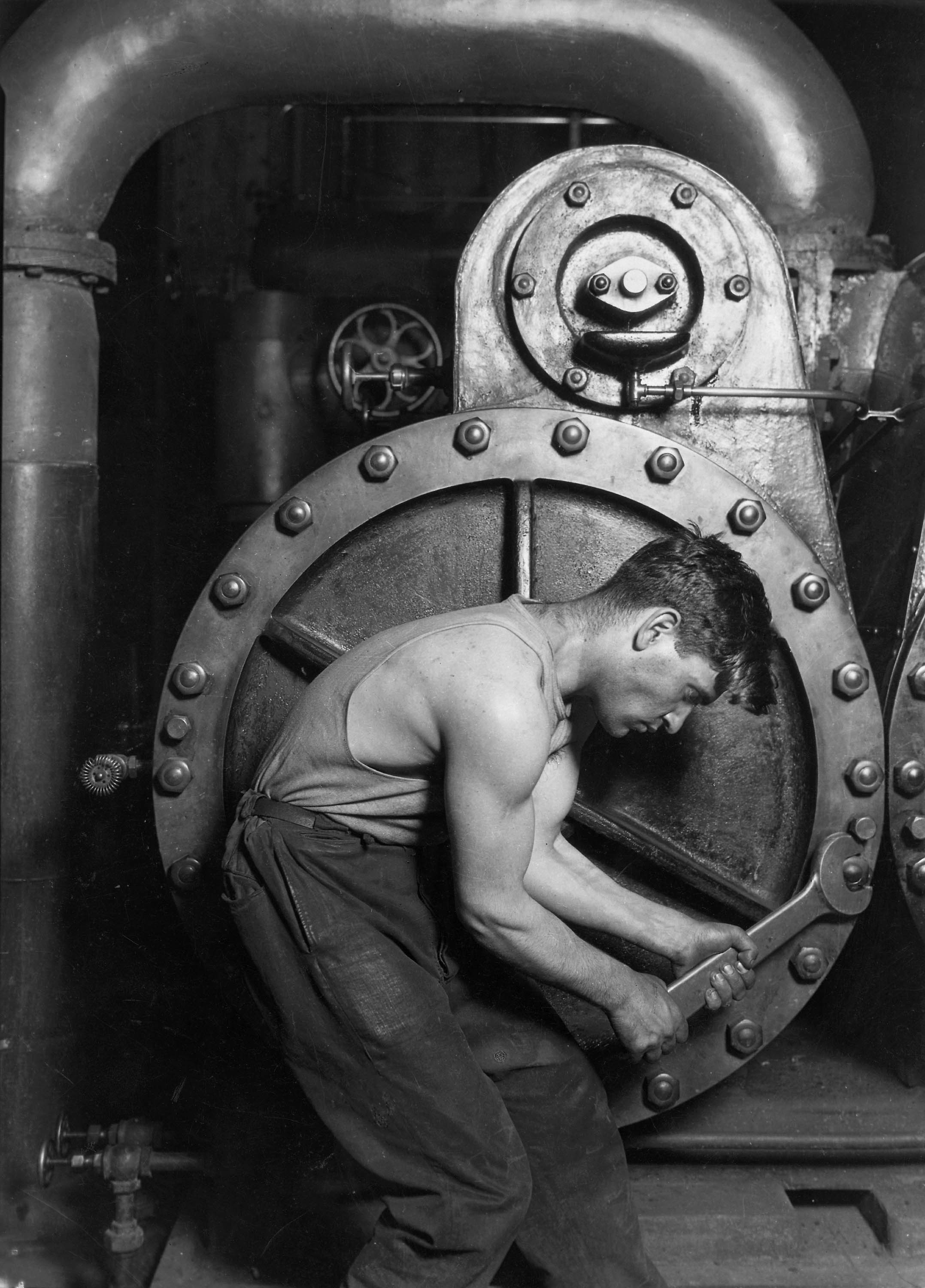
Power house mechanic working on steam pump (Lewis Hine, 1920). Trabalhador estadunidense do começo do século XX

Uma definição mais complexa do trabalho é dada por aqueles que acreditam (como Karl Marx e Friedrich Engels, principalmente) que o trabalho é elemento definidor do próprio ser do homem ou sua dimensão ontológica. Ontologicamente falando, o trabalho seria definidor do ser uma vez que gera as condições reais de sua possibilidade de existência. Ou, dito de outro modo, o trabalho se inseriria numa relação de mediação entre o sujeito e o objeto do seu carecimento. Essa definição tem por mérito justamente não se esgotar dentro da naturalidade do ser, pois mudam ao longo da história os objetos do carecimento humano tanto quanto os modos destes serem satisfeitos.
Enfim, o conceito de trabalho é um conceito histórico, é ao longo da história que vão se colocando novas determinações para este conceito. Assim, a forma como os homens se organizam, como a divisão do trabalho, para produzir difere de época para época e tanto o modo geral como eles se articulam como os conteúdos específicos dos diferentes trabalhos irão mudar e exigir novas nomeações. Assim é que, no mundo moderno, dizer que o trabalho é trabalho assalariado, acrescentando-lhe assim um qualitativo, é dizer o principal do trabalho num certo tempo e lugar. É dizer que, apenas nas sociedades mercantis desenvolvidas, é que se transformam não apenas os produtos do trabalho em mercadorias, mas o próprio trabalho. Explicita-se assim o que é o trabalho no interior das unidades produtivas, na sociedade como um todo e no conjunto das próprias concepções que fazem dele os [indivíduos aí participantes.
A proposição do modo de organização do trabalho como sendo a base para a organização da sociedade em seu conjunto (poder, religião, saber, etc.) provem de uma leitura materialista-histórica da realidade, de base marxista. Trata-se esta da crítica filosófica ao idealismo alemão de Hegel e outros que não levavam em consideração o trabalho em geral, mas o trabalho da razão em particular, para a compreensão da lógica de desenvolvimento da história. Essa concepção do trabalho como elemento fundante da história é crítica também da economia política inglesa (Adam Smith e David Ricardo). Nestes, o trabalho aparece como elemento importante por trás dos preços das mercadorias mas não como base daquela organização social que nos torna produtores mercantis.
Há pois mais de um debate em torno do conceito de trabalho, e este cresceu na medida em que este se tornou, na modernidade, objeto da reflexão da economia, da sociologia, da antropologia, da psicologia, da administração, entre outras disciplinas acadêmicas.
Hoje, já passados os tempos chamados da modernidade, coincidentes com o surgimento do modo de produção capitalista, do trabalho assalariado, da democracia burguesa, do individualismo, do emprego, que nos fizeram acostumar com uma certa compreensão do que fosse o trabalho e o seu/nosso mundo, muitas são as transformações que atingem a ambos. No rastro dessas transformações, muitos autores chegam a anunciar o fim do trabalho (Offe), ou pelo menos do emprego (Rifkim), ou o surgimento do trabalho autônomo e do tempo livre em lugar daquele feito para outrem (Gorz), ou o surgimento de um trabalho tido como "imaterial" (Antonio Negri), entre tantas novas determinações.

### Evolução
- Patriarcado
- Escravidão
- Casta
- Servidão
- Corporações de ofício
- Contrato de trabalho

### Organização do trabalho
- Taylorismo
- Teoria clássica da administração
- Burocracia
- Fordismo
- Sistema Toyota de Produção

## Modelos de trabalho
Durante a história das relações de trabalho, a maioria das empresas atuava de maneira presencial. Em 1857, houve o surgimento do trabalho remoto (home office) nos Estados Unidos, com o uso do telégrafo para enviar mensagens codificadas durante o expediente. Na década de 1970, a crise do petróleo tornou o deslocamento ao escritório mais custoso e, para muitas empresas, o home office se tornou a solução.
Com a chegada da pandemia de Covid-19, o mercado de trabalho precisou se adaptar às medidas de isolamento para conter a transmissão da doença. Por isso, o trabalho remoto se tornou a regra até a vacinação em grande escala permitir o retorno às atividades presenciais. Neste período de transição o trabalho híbrido passou a ser uma alternativa utilizada - com os colaboradores indo ao escritório somente em determinados dias da semana, já que a pandemia ainda exigia certos cuidados de distanciamento.
Depois da pandemia ser efetivamente controlada pelas autoridades sanitárias, as empresas passaram a poder escolher entre qual dos três modelos de trabalho é mais atrativo ao seu modelo de negócios. Segundo estudo realizado pelo Vagas For Business, o modelo híbrido é preferido por 41,14% dos profissionais. Já o presencial é o favorito de 34,6% e o home office foi apontado como melhor opção por 24,26%.